# Kunstens Tornevej
Kunstens Tornevej er en dansk stumfilm fra 1916 med manuskript af Christian Hjorth-Clausen.

## Handling
Denne artikel mangler et handlingsreferat. Hjælp os med at skrive det.

## Medvirkende
- Knud Lumbye - Charles Jefferson, direktør
- Marie Schmidt - Mabel Jefferson, direktørfrue
- Carl Alstrup - George, Jeffersons søn
- Albert Price - Frank Dutton
- Oda Alstrup - Daisy Dutton, Franks niece